# Glicogenose
Glicogenose (também chamada de doença do armazenamento de glicogênio) é qualquer doença relacionada a erros inatos do metabolismo, resultantes de deficiências enzimáticas, que afetam o processamento da síntese do glicogênio ou sua quebra nos músculos e fígado.
Doenças de armazenamento do glicogênio resultam da incapacidade do indivíduo metabolizar o glicogênio decorrente de defeitos nas enzimas envolvidas no metabolismo do mesmo. É um nome genérico que engloba pelo menos diversas doenças hereditárias raras de armazenamento de glicogênio nos tecidos
Metabolismo normal do glicogênio: a síntese e degradação do glicogênio envolvem conjuntos separados de enzimas, funcionando de forma irreversível, ou seja, o processo de degradação não é o inverso da síntese. Pelo menos 8 enzimas estão envolvidas neste processo. Basta a ausência de uma para que a síntese ou a degradação fique comprometida, ou a molécula de glicogênio pode ser anormal. Além disso, há enzimas que têm formas distintas em órgãos diferentes.
Na década de 70 os pacientes com glicogenose apresentavam um mortalidade elevada e  danos neurológicos permanentes com grande atraso no desenvolvimento mental e crescimento. O tratamento atual tem alterado significativamente o curso clínico, e houve notável melhora do
prognóstico nos pacientes com glicogenose tipo I, com expectativa de vida ultrapassando a terceira década.

## Tipos de Glicogenoses
Existem doenças que geralmente são consideradas como glicogenoses, conforme o defeito enzimático específico e os órgãos afetados. Cada tipo de glicogenose é causado por diferentes genes e diferentes enzimas, que acarretam em variações nas manifestações clínicas e nas formas de tratar as doenças.
| Tipos                        | Enzima Deficiente                                           | Gene    | Características Clínicas | Tratamento | Nome da Doença                    |
| Glicogenose Tipo 0           | Glicogênio sintetase (hepática)                             | GYS2    | Hipoglicemia cetótica ao jejum; Hiperglicemia; Hiperlactacidemia; Hiperlipidemia pós-prandial; e Ausência de hepatomegalia. | Dieta hiperproteica e com carboidratos complexos de baixo índice glicêmico; Uso noturno de amido de milho cru.                                                               | ---                               |
| Glicogenose Tipo Ia          | Glicose-6-fosfatase                                         | G6PC    | Hipoglicemia; Hepatomegalia; Retardo do crescimento; Acidose lática; Hiperuricemia; e Hiperlipidemia. | Uso de amido de milho cru; Restrição de galactose, frutose, lactose e sacarose.                                                                                              | Doença de Von Gierke              |
| Glicogenose Tipo Ib          | Transportador de Glicose-6-fosfato                          | SLC37A4 | Hipoglicemia; Hepatomegalia; Retardo do crescimento; Acidose lática; Hiperuricemia; Hiperlipidemia. Acompanhado de neutropenia (diminuição do número de neutrófilos no hemograma); Infecções bacterianas recorrentes; e Pode ocorrer doença inflamatória intestinal.                                                  | Uso de amido de milho cru; Restrição de galactose, frutose, lactose e sacarose. Uso de estimulador de colônia de neutrófilos e tratamento da doença inflamatória intestinal. | ---                               |
| Glicogenose Tipo II          | Alfa-glicosidase                                            | GAA     | Pode ter apresentação infantil, com hipotonia, dificuldade de sucção e cardiomiopatia; ou Apresentação adulta com doença muscular progressiva, cardiomiopatia e dificuldades respiratórias. | Fisioterapia motora e respiratória; e Terapia de reposição enzimática. | Doença de Pompe                   |
| Glicogenose Tipo IIIa e IIIb | Enzima desramificadora de glicogênio                        | AGL     | Hepatomegalia; Hipoglicemia cetótica; Retardo do crescimento; Hiperlipidemia; Elevação da AST e ALT, CPK. Fraqueza muscular e cardiomiopatia ocorrem no subtipo III a. | Uso de amido de milho cru; Dieta hiperproteica; e Restrição de sacarose. | Doença de Cori ou Doença de Forbe |
| Glicogenose Tipo IV          | amilo-1,4-1,6-glicosidase Enzima ramificadora de glicogênio | GBE1    | Hepatomegalia; Retardo do crescimento; e Cirrose. | Transplante de fígado nos casos graves. | Doença de Andersen                |
| Glicogenose Tipo V           | glicogênio fosforilase muscular                             | ---     | Intolerância ao exercício, mialgias e crises de mioglobinúria por rabdomiólise. | Exercício físico controlado. | Doença de McArdle                 |
| Glicogenose Tipo VI          | glicogênio fosforilase hepática                             | PYGL    | Hepatomegalia; Retardo do crescimento; Hipoglicemia; Hiperlipidemia e hipercetose leves. | Se sintomático, aumento de carboidrato e alimentação frequente e dieta hiperproteica.                                                                                        | Doença de Hers                    |
| Glicogenose Tipo VII         | fosfofrutoquinase muscular Phosfofrutoquinase-1             | PFKM    | Miopatia, contraturas articulares, epilepsia, atraso de desenvolvimento, catarata. Na forma adulta, pode se apresentar com fraqueza muscular progressiva. | Dieta rica em proteínas e vitamina B6; evitar exercício extenuante. | Doença de Tarui                   |
| Glicogenose Tipo IXa         | Fosforilase quinase (subunidade alfa)                       | PHKA2   | Hepatomegalia; Hipoglicemia cetótica ao jejum; Retardo do crescimento; Elevação de AST/ALT, hiperlipidemia leves e cetonas aumentadas no sangue e urina. Podem haver sintomas musculares e elevação da enzima muscular CpK.                                                                                           | Uso de amido de milho cru; dieta rica em proteínas; evitar grandes quantidades de sacarose.                                                                                  | ---                               |
| Glicogenose Tipo IXb         | Fosforilase quinase (subunidade beta)                       | PHKB    | Hepatomegalia, hipoglicemia cetótica ao jejum, retardo do crescimento, elevação de AST/ALT e hiperlipidemia leves. | Uso de amido de milho cru; dieta rica em proteínas; evitar grandes quantidades de sacarose.                                                                                  | ---                               |
| Glicogenose Tipo IXc         | Fosforilase quinase (subunidade gama)                       | PHKG2   | Hepatomegalia, hipoglicemia cetótica ao jejum, retardo do crescimento, elevação de AST/ALT e hiperlipidemia leves. Cirrose hepática pode se desenvolver. | Uso de amido de milho cru; dieta rica em proteínas; evitar grandes quantidades de sacarose.                                                                                  | ---                               |
| Glicogenose Tipo X           | Fosfoglicerato mutase                                       | ---     | Intolerância aos exercícios, cãibras, mioglobinúria e fraqueza | --- | ---                               |
| Glicogenose Tipo XI          | transportador de glicose Transportador de glicose-2         | GLUT2   | Hipoglicemia, déficit de crescimento, raquitismo e abdome protuberante devido ao aumento do tamanho do fígado e rins. | Restrição da ingestão de galactose, suplementação de água, amido de milho, eletrólitos e vitamina D.                                                                         | Doença de Fanconi-Bickel          |
| Glicogenose Tipo XII         | Aldolase A                                                  | ---     | Intolerância ao exercício e fraqueza após doença febril. Fraqueza muscular precoce e febre; Episódios de rabdomiólise com elevações da creatina quinase, aspartato aminotransferase, alanina aminotransferase, lactato desidrogenase e bilirrubina; diminuição na concentração de hemoglobina e hematócrito (relatos) | --- | ---                               |
| Glicogenose Tipo XIII        | Beta-enolase (ENO3)                                         | ---     | Intolerância ao exercício, cãibras. | --- | ---                               |
| Glicogenose Tipo XV          | Glycogenin-1 (GYG1)                                         | ---     | Atrofia muscular | --- | ---                               |

HERANÇA GENÉTICA
Todas as glicogenoses hepáticas (exceção da IX alfa) possuem um padrão de herança autossômico recessivo, com risco de recorrência de 25% para as próximas gerações, independentemente do sexo da criança ou de já ter outros filhos que tenham a doença. A transferência do gene para os filhos independe também dos pais serem parentes.
A chance de uma pessoa com glicogenose ter um filho/filha também com glicogenose vai depender se o outro genitor possui ou não o gene da glicogenose. Se o outro genitor também possuir glicogenose, a recorrência é de 100% do filho/filha ter glicogenose. Se o outro genitor não possuir nenhum gene afetado, todos os filhos receberão um gene afetado e um normal, sendo portadores de um gene, mas sem desenvolver a doença. Mas se o outro genitor possuir um gene afetado e um normal, a chance é de 50% receberem um gene normal e um afetado, sendo portadores somente, e 50% de receber os dois genes afetados, possuindo glicogenose.
A exceção ocorre com a glicogenose tipo IX, que possui um padrão de herança ligado ao cromossomo X, em que a mãe portadora passa o cromossomo X afetado para o filho. Nesse caso, se for menina, ela tem 50% de chance de não receber o gene afetado e ser normal e 50% de chance de receber o X afetado da mãe e ser também portadora. Já se for menino, ele tem 50% de chance de ser normal, e 50% de chance de receber o X afetado da mãe, e possuir glicogenose.

DIAGNÓSTICO
Variam de acordo com o tipo de glicogenose. O diagnóstico é clínico, baseado nos sintomas, contudo para confirmação do diagnóstico e definição do tipo de Glicogenose, relevante para o planejamento da terapia, torna-se importante a realização do teste genético.
Cada tipo de glicogenose possui características e tratamentos diferentes. É de extrema importância conhecer o tipo específico para não realizar o tratamento de forma errada e agravar o quadro de saúde.

#### Exames
Glicose;
Lactato;
Ácido Úrico;
Triglicérides;
Colesterol; e
Ultrassom do Fígado.
O teste do Glucagon não é indicado e pode ser perigoso, pois não elevará o nível de glicose e vai elevar significativamente o ácido lático, podendo provocar hipoglicemias graves e crise convulsiva.
EPIDEMIOLOGIA
No geral, de acordo com um estudo na Colúmbia Britânica, aproximadamente 2,3 crianças a cada 100.000 nascimentos  têm alguma forma de doença de armazenamento de glicogênio. Nos Estados Unidos, estima-se que ocorram em 1 a cada 20.000 - 25.000 nascimentos. A taxa de incidência holandesa é estimada em 1 em cada 40.000 nascimentos. 
As glicogenoses são consideradas doenças raras, considerando a frequência estimada global de 1/20.000 a 1/25.000 nascidos vivos.
Os tipos mais comuns são os I, II, III e IX. No Brasil não há um levantamento preciso da incidência de cada tipo, mas acredita-se que os tipos mais comuns sejam os tipos I e III (dados obtidos de levantamento dos pacientes do Hospital de Clínicas de Porto Alegre e da Universidade de Campinas).